# Daniel Akaka
Daniel Akaka (Honolulu, 1924. szeptember 11. – Honolulu, 2018. április 6.) az Amerikai Egyesült Államok szenátora (Hawaii, 1990–2013).